# 13. (Württ.) Infanterie-Regiment (Reichswehr)
Das 13. (Württ.) Infanterie-Regiment war ein süddeutsches Regiment der Reichswehr.

## Geschichte

### Aufstellung
Das Regiment wurde 1921 aus dem Reichswehr-Schützen-Regiment 25 des Übergangsheeres gebildet. Am 19. Mai 1922 verfügte Reichspräsident Ebert landsmannschaftliche Bezeichnungen der Verbände als Zusatz, das Regiment erhielt den Zusatz „Württembergisches“.
Im Zuge der Vergrößerung der Reichswehr wurde das Regiment 1934 in der ersten Aufstellungswelle in Infanterie-Regiment Ludwigsburg umbenannt und dem Artillerieführer V unterstellt. Das Regiment gab gleichzeitig Teile zur Aufstellung des Infanterie-Regiments Heilbronn und das III. Bataillon zum neuen Infanterie-Regiment Tübingen ab. Am 15. Oktober 1935 wurde das Regiment in Infanterie-Regiment 13 umbenannt und der 15. Infanterie-Division unterstellt. Anfang Oktober 1936 kam das Regiment zur neuen 25. Infanterie-Division.

### Garnisonen
- Ludwigsburg Stab, III. Bataillon, 13. Kompanie
- Ulm I. Bataillon
- Stuttgart-Bad Cannstatt II. Bataillon
- Schwäbisch Gmünd Ergänzungs-/Ausbildungsbataillon

### Kommandeure
| Nr. | Name                                | Beginn der Berufung | Ende der Berufung  |
| --- | ----------------------------------- | ------------------- | ------------------ |
| 1.  | Oberst Hermann Niethammer           | 01. Oktober 1920    | 31. März 1925      |
| 2.  | Oberst/Generalmajor Kurt von Greiff | 01. April 1925      | 28. Februar 1928   |
| 3.  | Oberst Hans Schmidt                 | 01. März 1928       | 28. Februar 1930   |
| 4.  | Oberst Wolfgang Muff                | 01. März 1930       | 30. September 1931 |
| 5.  | Oberstleutnant/Oberst Eugen Hahn    | 01. Oktober 1931    | 30. September 1933 |
| 6.  | Oberst Richard Ruoff                | 01. Oktober 1933    | 14. Oktober 1934   |

## Organisation

### Verbandszugehörigkeit
Das Regiment unterstand dem Infanterieführer V der 5. Division in Stuttgart.

### Gliederung
Das Regiment bestand neben den Regimentsstab mit Nachrichtenstaffel aus
I. Bataillon mit Bataillonsstab und Nachrichtenstaffel, 1. bis 3.(Schützen-) Kompanie mit jeweils drei Zügen zu jeweils drei Gruppen und 4. (MG-)Kompanie, hervorgegangen aus dem Reichswehr-Schützen-Regiment 25 des Übergangs-Heeres,
II. Bataillon mit Bataillonsstab und Nachrichtenstaffel, 5. bis 7.(Schützen-) Kompanie und 8. (MG-)Kompanie, hervorgegangen aus den Reichswehr-Schützen-Regimentern 25 und 26 des Übergangs-Heeres,
III. Bataillon mit Bataillonsstab und Nachrichtenstaffel, 9. bis 11. (Schützen-)Kompanie und 12. (MG-)Kompanie, hervorgegangen aus dem Reichswehr-Schützen-Regiment 26 des Übergangs-Heeres,
13. (Minenwerfer-)Kompanie,
Ergänzungs-Bataillon, ab 1921 Ausbildungs-Bataillon mit 15. und 16. (Rekruten-)Kompanie und 17. Kompanie (Unteroffizierausbildung), hervorgegangen aus den Reichswehr-Schützen-Regimentern 25 und 26 des Übergangs-Heeres.

## Bewaffnung und Ausrüstung

### Hauptbewaffnung

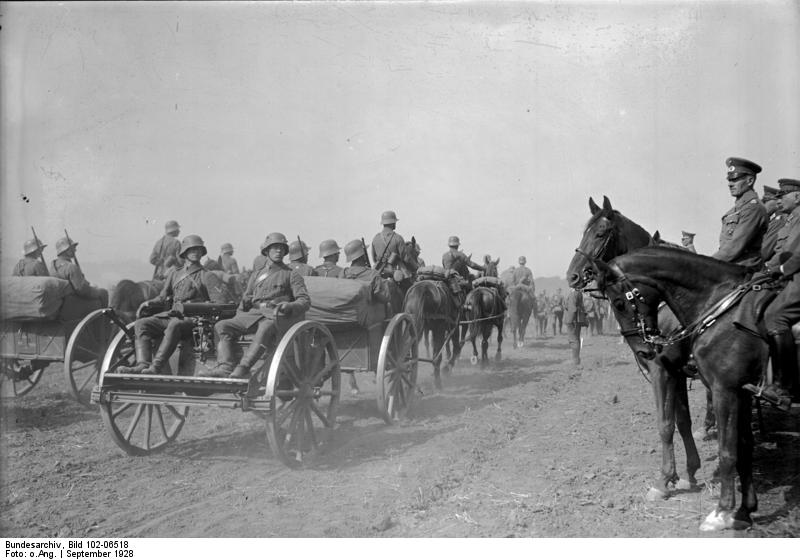
Schweres MG im vierspännigen Zug

Die Schützen waren mit dem Karabiner K98a ausgerüstet. Jeder Zug besaß ein leichtes Maschinengewehr MG 08/15.
In den MG-Kompanien bestanden jeweils der 1. Zug aus drei Gruppen mit 3 schweren Maschinengewehren MG 08 auf Lafette, vierspännig gezogen, der 2. bis 4. Zug aus drei Gruppen mit 3 schweren Maschinengewehren MG 08 auf Lafette, zweispännig gezogen.
Die schwersten Waffen des Regiments waren die Minenwerfer in der 13. Kompanie. Der 1. Zug war mit 2 mittleren Werfern 17 cm, vierspännig gezogen, ausgerüstet, der 2. und 3. Zug mit 3 leichten Werfern 7,6 cm, zweispännig gefahren.

## Sonstiges

### Traditionsübernahme
Das Regiment übernahm 1921 die Tradition der alten Regimenter.
- 1. und 2. Kompanie: Grenadier-Regiment „Königin Olga“ (1. Württembergisches) Nr. 119
- 3. und 4. Kompanie: Infanterie-Regiment „Kaiser Friedrich, König von Preußen“ (7. Württembergisches) Nr. 125
- 5. und 7. Kompanie: Füsilier-Regiment „Kaiser Franz Josef von Österreich, König von Ungarn“ (4. Württembergisches) Nr. 122
- 6. und 8. Kompanie: Infanterie-Regiment „Alt-Württemberg“ (3. Württembergisches) Nr. 121
- 9. Kompanie: Infanterie-Regiment „König Wilhelm I.“ (6. Württembergisches) Nr. 124
- 10. Kompanie: 9. Württembergisches Infanterie-Regiment Nr. 127
- 11. Kompanie: Grenadier-Regiment „König Karl“ (5. Württembergisches) Nr. 123
- 12. Kompanie: Infanterie-Regiment „Kaiser Wilhelm, König von Preußen“ (2. Württembergisches) Nr. 120
- 13. Kompanie: Württemberger Minenwerfer-Truppen
- 14. and 16. Kompanie: 10. Württembergisches Infanterie-Regiment Nr. 180
- 15. Kompanie: Infanterie-Regiment „Großherzog Friedrich von Baden“ (8. Württembergisches) Nr. 126

### Personen im Regiment
- Der spätere Generalfeldmarschall Erwin Rommel war 1924 als Hauptmann im Stab II. Bataillon, 1925 bis 1929 als Kompaniechef der 4. MG-Kompanie eingesetzt.
- Der spätere Generalfeldmarschall Friedrich Paulus war 1928 bis 1930 Chef der 2. Kompanie.
- General der Infanterie Walther Reinhardt erhielt mit Ausscheiden aus dem aktiven Dienst 1927 die Berechtigung zum Tragen der Uniform des Regiments mit Generalsabzeichen.
- Der spätere Generalmajor Hellmuth Laegeler diente 1921 als Fahnenjunker im Regiment.[4]
- Der spätere Generalmajor der Bundeswehr Hellmuth Reinhardt diente ab 1921 als Adjutant des III. Bataillons.